# دانلو (پنسیلوانیا)
دانلو (به انگلیسی: Dunlo) یک منطقهٔ مسکونی در ایالات متحده آمریکا است که در شهرستان کمبریا، پنسیلوانیا واقع شده‌است. دانلو ۱٫۳۶ کیلومتر مربع مساحت و ۳۴۲ نفر جمعیت دارد و ۶۷۳٫۶۲ متر بالاتر از سطح دریا واقع شده‌است.